# Saint Kitts és Nevis zászlaja
A két csillag a remény és a szabadság jelképe, alattuk a fekete szín a többség afrikai örökségére utal. A zöld szín a föld termékenységét, a sárga az örök napsütést idézi, a vörös pedig a rabszolgaság és a gyarmati rendszer elleni küzdelem szimbóluma.

## Egyéb

Nevis zászlaja